# Cut the Crap
Cut the Crap je šesté a poslední studiové album britské skupiny The Clash, vydané v roce 1985 u Epic Records. Producenterm alba byl Bernard Rhodes, který byl uveden jako Jose Unidos. V době nahrávání alba ve skupině byli pouze dva původní členové, Joe Strummer a Paul Simonon.

## Seznam skladeb
Všechny skladby napsali Joe Strummer a Bernard Rhodes.
| Pořadí         | Název              | Délka |
| -------------- | ------------------ | ----- |
| 1.             | Dictator           | 3:00  |
| 2.             | Dirty Punk         | 3:11  |
| 3.             | We Are the Clash   | 3:02  |
| 4.             | Are You Red..Y     | 3:01  |
| 5.             | Cool Under Heat    | 3:21  |
| 6.             | Movers and Shakers | 3:01  |
| 7.             | This Is England    | 3:49  |
| 8.             | Three Card Trick   | 3:09  |
| 9.             | Play to Win        | 3:06  |
| 10.            | Fingerpoppin'      | 3:25  |
| 11.            | North and South    | 3:32  |
| 12.            | Life Is Wild       | 2:39  |
| Celková délka: | Celková délka:     | 38:21 |

## Sestava
- Joe Strummer – zpěv
- Nick Sheppard – kytara, zpěv
- Vince White – kytara
- Paul Simonon – baskytara
- Pete Howard – drums
- Young Wagner – klávesy, syntezátory
- Norman Watt-Roy – baskytara
- Fayney – bicí automat
- Bernie Rhodes – programování bicího automatu, producent (označen jako Jose Unidos)